# Сан-Карлос (Никарагуа)
Сан-Ка́рлос (исп. San Carlos) — город и муниципалитет в южной части Никарагуа, административный центр департамента Рио-Сан-Хуан.

## Географическое положение
Расположен в месте, где река Сан-Хуан вытекает из озера Никарагуа, примерно в 290 км к юго-востоку от Манагуа, недалеко от границы с Коста-Рикой. Абсолютная высота — 27 метров над уровнем моря.

## Население
По данным на 2013 год численность населения города составляет 15 157 человек.
Динамика численности населения города по годам:
| 1971  | 1995  | 2000   | 2005   | 2013   |
| ----- | ----- | ------ | ------ | ------ |
| 2 487 | 8 909 | 11 272 | 12 174 | 15 157 |

## Города-побратимы
- Гронинген, Нидерланды ;
- Эрланген, Германия ;
- Виттен, Германия ;
- Нюрнберг, Германия ;
- Линц, Австрия ;
- Болонья, Италия ;
- Альбасете, Испания;
- Бадалона, Испания;
- Линц, Австрия.